# مكمور الكوسا
مكمور الكوسا أكلة من المطبخ السوري تقدّم في الأعياد والمناسبات. تحضّر من الكوسا، الأرز، اللحم المفروم، البصل، معجون الطماطم، السمنة، دبس الرمان، البقدونس، الصنوبر، الفلفل والملح.
تحتوي كل وجبة على 507 سعرات حرارية و17غ من الدهون.